# حشرجة الموت
حشرجة الموت (بالإنجليزية: Death rattle)‏ أو الإفرازات التنفسية الختامية (بالإنجليزية: Terminal respiratory secretions)‏ هي أصوات تصدر من الشخص الذي يوشك على الموت كنتيجة لتجمع السوائل مثل اللعاب والإفرازات القصبية المتراكمة في الحلق والجزء العلوي صدر، وذلك ربما بسبب عدم قدرة هؤلاء الأشخاص على البلع، أو بسبب زيادة إنتاج هذه الإفرازات، مما أدى إلى تراكمها. يُمكن عادة ملاحظة أعراض الاقتراب من الموت قبل حدوثه يومين أو ثلاثة، والتي تأخذ شكل تراكم اللعاب في الحلق، مما يجعل من الصعوبة بمكان تناول حتى ملعقة من الماء. كما يمكن أن تشمل الأعراض ذات الصلة ضيق التنفس وحركة الصدر السريعة. في حين حشرجة الموت هي مؤشر قوي على أن الشخص أصبح قريب من الموت، كما يُمكن لهذه الأصوات أن تصدر بسبب مشاكل أخرى تعيق من فعالية رد فعل البلع كما في حالات إصابات الدماغ.

## التوقيت
تظهر هذه الأعراض بشكل شائع خلال الـ24 ساعة الأخيرة في حياة الشخص، على الرغم من أن البعض قد يعيشون فترة أطول من ذلك نسبيا.

## التعامل معها
عادة ما يكون الشخص المتوفى غير مدرك للحشرجة وغير منزعج منها، إلا أن بعض مقدمي الرعاية الصحية قد يحاولون تقليل حدة صوت الحشرجة بغرض التخفيف النفسي عن أفراد العائلة أو مقدمي الرعاية. ويمكن القيام بذلك من خلال إعادة تموضع الشخص، أو التقليل من حجم سوائل الوريدية التي يتم إعطائها للمريض، أو إعطاء أدوية مضادة للكولين بهدف الحد من هذه الإفرازات. وتسخدم بعض الأدوية ذات التأثير المضاد للكولين مثل الأتروبين والهيوسين للتقليل من الإفرازات وبالتالي التقليل من صوت حشرجات الموت في دار المسننين والرعاية التلطيفية.